# Trogocrada atmota
Trogocrada atmota är en fjärilsart som beskrevs av Antonius Johannes Theodorus Janse 1964. Trogocrada atmota ingår i släktet Trogocrada och familjen snigelspinnare. Inga underarter finns listade i Catalogue of Life.